# Астробой (персонаж)
Астробой, также известный в Японии как Атом (яп. アトム Атом) — главный персонаж манги и аниме одноименной франшизы, робот, созданный гениальным учёным. Созданный Осаму Тэдзукой, персонаж был представлен в манге 1951 года «Могучий Атом». Астробой появлялся в анимационных телешоу (в частности, в мультсериалах 1963, 1980, 2003 годов) и в полнометражных анимационных фильмах, адаптированных к одноименной манге, а также в телеадаптации, других работах Тэдзуки и видеоиграх.
7 апреля 2003 года город Ниидза зарегестрировал персонажа, как реального жителя. Астробоя также включили в Зал славы роботов в 2004 году.

## Задумка и создание
Атом (он же Астробой) впервые появился как персонаж второго плана в манге «Могучий атом» из журнала Shonen в апреле 1951 года. Затем Тэдзука создал серию манги, где Астробой выступал уже в качестве главного героя.
Осаму Тэдзука разработал Астробоя, по словам Фредерика Л. Шодта (создателя англоязычной версии манги), «противоположностью Пиноккио из 21 века, почти идеальным роботом, стремящимся стать человечным и эмпатичным, чтобы служить в качестве среднего звена между человеком и машиной». С развитием стиля Тэдзуки Астробой «становился все более современным и „милым“» ради аудитории мальчиков-младшеклассников, сам персонаж имеет андрогинную внешность.

## Появления

### Манга и аниме 1963 года
Первый раз персонаж появился в манге 1951 года.
Астробой был создан Доктором Тэмма в качестве замены его сыну Тобио, погибшему в автокатастрофе незадолго до этого. По сюжету, созданный Тэммой робот работает на ядерной энергии, имеет мощность в «100000 лошадиных сил» и летает со сверхзвуковой скоростью. Однако из-за того, что робот не мог расти и развиваться как нормальный ребенок, Тэмма продал его в Робо-цирк под предводительством жестокого Хам Эгга. В цирке Тобио переименовали в Астро, после чего его заметил и забрал из цирка Профессор Отяномидзу. Отяномидзу создал для Астро робо-семью с «отцом», «матерью», «сестрой» и «братом». По сюжету сериала Профессор, будучи Министром Науки, часто зовет Астро на помощь в разрешении ситуаций, связанных с людьми, роботами и (иногда) пришельцами.

### Аниме 1980 года
Астробой появился в одноименном сериале в качестве главного героя. Изначально он был создан Доктором Тэмма в честь его родного сына Тобио, который недавно погиб в автокатастрофе. Тэмма уже близок к завершению работы над роботом-ребенком с реактивными двигателями и оружием, в котором он видит своего сына; однако его коллеги боятся опасности, которую может нести такой робот. Когда робот был почти готов, злодею Сканку удается выкрасть копии его планов и передать их графу Валпуру Гиссу (своему боссу), который планирует построить робота, оснащенного Фактором Омега (который наделяет его робота способностью лгать и другими негативными качествами), чтобы «править миром».
Доктор Тэмма воспитывает Астро как своего умершего сына, учит его говорить и есть. Находясь в одиночестве, Астро учится летать, но случайно задевает электрические провода. Его разрушенная одежда кажется единственным последствием, но вскоре после этого у робота случается сбой, и его глаза вспыхивают красным. Тэмма вызывает Хонду, который говорит ему, что у робота может быть короткое замыкание (хотя на самом деле причина в активации Атласа, робота Валпура Гисса).
Хонда пытается уничтожить робота с помощью Утилизатора, но тот выходит из-под контроля из-за вмешательства Доктора Тэмма и начинает атаковать всех жителей города. Робот Тобио, который был восстановлен, спас всех и уничтожил разбушевавшегося Робота-утилизатора, сбросив его в море.
Вскоре новость о роботе Доктора Тэмма становится известна, и Тэмма, опасаясь, что секрет раскрыт, решает, что он и его творение должны отправиться в Америку.
На круизном лайнере робот Тобио не справляется со своими способностями и причиняет много вреда, например, ломает кран и срывает костюм своего отца. В результате Тэмма запрещает ему идти с ним на ужин, но меняет свое решение по просьбе пассажира, который хочет познакомиться с его сыном. Однако когда выясняется, что Тобио — робот, люди в столовой расстраиваются. После очередной ошибки Тобио Тэмма изгоняет его, не желая больше признавать его своим сыном и называя его роботом. На улице к Тобио подходит человек по имени Хам Эгг и утешает его. Жестокий и неумолимый рингмейстер цирка роботов хочет использовать Тобио для основной работы за кулисами и просит его подписать контракт. Тобио, не понимая, что означает контракт, подписывает его, и становится собственностью Хам Эгга.
Тем временем Сканк берет с собой Атласа для своего очередного плана — вызвать айсберги, чтобы потопить корабль, и заставить Атласа вернуть золото, перевозимое на корабле. Тобио срывает план, атакуя айсберги. Он встречает Атласа, и они оба понимают, что чувствуют, что уже встречались друг с другом в прошлом, сами не зная как, после чего ссорятся. Тобио лишается сил и падает без сознания к ногам Атласа. Атлас собирается уничтожить его, но прощает, вспомнив слова Ливиана, который говорил ему не пользоваться слабыми людьми. Хам Эгг вскоре находит Тобио и запирает его в своем сундуке. Тэмма, испытывая угрызения совести, зовет своего сына-робота, но никто не отвечает.
Тобио просыпается в цирке в окружении Хам Эгга, его работницы Кэти и Торнадо, робота-звезды цирка. Тобио получает ежедневные обязанности и исполняет клоунский номер в шоу. Не понимая данных ему инструкций и еще не контролируя свою удивительную силу, он совершает одну ошибку за другой, навлекая на себя гнев Хам Эгга. К тому времени Хам Эгг уже сомневается в своем решении взять Тобио в свой цирк.
Профессор Отяномидзу приезжает в город и наблюдает за цирком, где его внимание привлекает Тобио. Из-за плохого обслуживания Торнадо пропускает свой цирковой номер и погибает. Потеряв доверие хозяина, Хам Эгг рискует потерять цирк. Уверенная в способностях Тобио, Кэти убеждает Хам Эгга, что может научить его опасному номеру Торнадо, в котором он прыгает через два вращающихся кольца, наполненных электричеством, и это спасет цирк. Тобио тренируется, пока цирк переезжает в другой город, оставляя Отяномидзу, который наконец-то узнал в нем пропавшего робота Доктора Тэмма. Отяномидзу находит его как раз в тот момент, когда Тобио собирается исполнить номер с трапецией. Тобио успевает выступить, а затем спасает толпу от роботов-слонов, обезумевших после того, как Хам Эгг подал им слишком высокое напряжение.
Отяномидзу пытается убедить Хам Эгга отпустить Тобио с ним, но Хам Эгг и слышать об этом не хочет. Тем временем Кэти придумывает план, как инсценировать гибель Тобио от взрыва. Хам Эгг убеждается в этом, увидев, что вокруг разбросаны части Тобио, и разрывает контракт. Затем Кэти тайно приводит Тобио к Профессору Отяномидзу, который собирается вернуть его на родину. Отяномидзу объясняет, что Тобио — атомный робот, и Кэти решает, что он должен носить особое имя — Атом. Так, вернувшись в Японию, начинаются приключения Атома.

### Аниме 2003 года
Астробой вновь появляется в качестве главного героя в аниме-адаптации 2003 года; это робот, обладающий способностью мыслить и рассуждать. Астро был создан доктором Тэмма в качестве «замены» Тобио, его погибшего сына. Убитый горем Тэмма решил создать идентичную копию робота, которого он вырастит таким же, как свой собственный. Однако в ходе работы над проектом Тэмма потерял доверие своих коллег-ученых, которые решили, что его одолели горе и тоска по сыну, из-за чего он сошел с ума. Тэмма, который к тому моменту действительно проявлял признаки безумия, закончил свой проект и назвал робота в честь сына. К сожалению, все вышло из-под контроля, как только Астро привели в подвал, полный сломанных роботов (включая Робиту), и робот Тобио (делая то же самое, что и оригинальный Тобио) попросил Доктора починить его. После того как Тэмма отказывается, робот Тобио восстает против него (то же самое делал и оригинальный Тобио), и в результате Тэмма его отключает.
Вскоре Тэмма окончательно сходит с ума, сжигает лабораторию Министерства Науки и уходит с поста министра. Робот, однако, был найден преемником Тэммы, Отяномидзу, который попытался вернуть его к жизни, и ему это удалось. Робот был переименован в Атома, и Отяномидзу воспитал его как ребенка, и в итоге он стал героем Метро-Сити.
Атом восстановил свои воспоминания и победил Лэмпа, после чего Доктор Тэмма сбежал и позже напал на Министерство Науки, где рассказал Атому свою историю.
Доктор Тэмма рассказал Атому, что он восстал против него, как и мертвый Тобио, и хотел, чтобы тот перешел на его сторону, но Атом отказался.
Тогда Доктор Тэмма запустил бомбу замедленного действия и попытался уничтожить себя, но Атом сказал ему, что не хотел, чтобы его отец умер, и Доктор Тэмма велел ему жить с Профессором Отяномидзу, так как он не годится в отцы после всего, что он сделал.
Позже роботы получили права, а доктор Тэмма был найден в тюрьме, где лежали фотографии обоих его сыновей.
После этого друзья Атома поздравили его с исполнением мечты, но он сказал, что ему предстоит осуществить еще одну мечту.

## Другие появления
В рамках Звёздной системы Осаму Тэдзуки Астробой не раз появлялся во многих работах Тэдзуки (не всегда под именем Астробой).

## Принятие
Астробой попал в топ-50 лучших персонажей комиксов по мнению британского журнала Empire на 43 место, будучи единственным персонажем манги в этом рейтинге. Крис Маккензи из IGN также поставил Астробоя на 2 место в рейтинге лучших аниме-персонажей. Астробой находится на 10 месте в рейтинге культовых аниме-персонажей, составленном Томасом Зотом, сказавшим, что «он стал первым великим мультипликационным персонажем современной Японии». Астробой находится на 25 месте рейтинга величайших аниме-персонажей по мнению IGN. Его образ оказал большое влияние на разные жанры манги.

## Cм. также
- Звёздная система Осаму Тэдзуки